# 오버워치 2
《오버워치 2》(Overwatch 2)는 블리자드 엔터테인먼트가 개발한 다중 사용자 온라인 롤플레잉 게임으로, 2016년에 전 세계에 발매된 오버워치의 후속편이다.
오버워치 2는 2019년 11월 블리자드의 공식 행사 <블리즈컨>에서 개발 중인 것으로 발표되었다. 그리고 2021년 5월 20일, 오버워치2의 신규 전장인 뉴욕이 선공개 되었다. 또 오버워치 2의 또다른 모드인 밀기모드전용맵인 로마 맵이 공개되었다. PVP가 6대 6 방식에서 5대 5 방식으로 바뀌면서 탱커가 한 명 줄었다. 2021시즌 그랜드 파이널이 끝난 후 LA글래디에이터즈와 워싱턴 저스티스, 샌프란시스코 쇼크, 댈러스 퓨얼의 선수들이 오버워치 2를 플레이했는데, 바뀐 솜브라와 바스티온을 포함, 여러 영웅들을 플레이해주었다.

## 전작과의 관계
2016년에 발매된 오버워치와 오버워치 2는 완벽하게 독립된 별개의 작품인 것은 아니다. 현재까지 알려진 정보는 다음과 같다.
- 오버워치 1편을 구매한 유저는 오버워치 2를 구매한 유저와 게임 매칭이 가능하다.
- 오버워치 1편에서 유저가 구매한 치장 아이템 등은 그 유저가 오버워치 2를 구매했을 때도 여전히 유지된다.
- 오버워치 시리즈가 계속 개발, 업데이트되면서 새로운 영웅들이 추가되지만, 새 영웅들을 플레이하기 위해 오버워치 2를 구매할 필요는 없다.

다만, 오버워치 2를 구매하지 않는다면, 오버워치 1 유저는 2를 구매한 유저와 오직 1에서 가능한 컨텐츠(PvP 매치)로서만 상호작용 가능하다. 즉, 오버워치 2는 완전한 후속작이라기 보다는 오버워치 1편의 확장팩으로 간주될 수도 있다.

## 추가되는 요소
오버워치 1편은 기본적으로 PvP(플레이어 대 플레이어) 게임만 존재했다면, 오버워치 2에서는 PvE(플레이어가 협력하여 NPC 적과 맞서는 매치) 요소가 집중적으로 추가된다.
협동 임무는 4명의 플레이어가 한 팀이 되어 '널 섹터'(Null Sector)라는 새롭게 등장한 적 세력에 맞서게 되며, 플레이어는 협동 임무 게임을 계속 진행시키면서 자신이 컨트롤하는 영웅을 강화시키면서 적에게 대항해야 한다.
신규전장
로마와 뉴욕이 공개적으로 발표되었다. 뉴욕은 거점 점령, 화물 운송등이 포함되어있는 혼합맵이다, 로마맵은 거대한 로봇이 각자 팀들의 화물을 밀어주는 방식으로 바뀌게되었다, 오버워치1에 있던 쟁탈 맵과 비슷한 방식으로 진행된다. 또 개발팀은 오버워치 스타일로 두 도시를 바뀠다고 한다. 미공개인 전장도 있다.
신규영웅
소전이 공식적으로 발표되었다. 지난 블리즈컨에서 잠깐 모습을 보여준 소전이다. 공격군 캐릭터이고 솔져76과 같이 연사로 발사되는 소총을 장비하고 있다. 궁극기는 레일건이고, 지속 시간동안 레일건으로 적을 관통해 죽일 수 있다. 개발팀은 영웅들 중에서 레일건이 없어서 소전을 내놨다고 한다.
울트라 사운드
오버워치2에서 적용된 신규 사운드이다. 실제 총기를 사용해 사운드를 공간마다 다르게 하였다. 전체적인 영웅들의 총기 사운드가 바뀐다.
영웅 디자인
디자인팀에서는 시대가 바뀌면서 진화하는 영웅들의 모습을 담고 싶어서 콜 캐서디, 리퍼, 위도우메이커, 파라 등을 바뀠다고 한다.
탱커 리메이크
탱커의 공격력을 대폭 향상시킨다. 기존 탱커보다 훨씬 더 최전방에서 싸우고, 팀은 케어한다는 포지션을 줄일 것이라고 하였다. 예를 들어 라인하르트는 화염 강타를 2번을 충전해 사용할 수 있고, 돌진 방향도 코너를 꺾을 정도로 부드럽진 않지만 원하는 대상을 더 쉽게노릴 수 있다고 하였다. 또한 돌진 취소도 할 수 있어 방벽이 본체인 지금과 사뭇 다를 것이라고 말했다.

## 애니메이션
오버워치 2의 스토리를 그린 CG 애니메이션 공식 사이트와 유튜브 오버워치 채널에서 공개되고 있다.
| 단편      | 주인공                 | 공개일          | 공개일          | Views (approx.) |
| --------- | ---------------------- | --------------- | --------------- | --------------- |
| 제로 아워 | 원스턴, 트레이서, 메이 | 2019년 11월 1일 | 2019년 11월 1일 | 474만           |